# Poltergeist de Rosenheim

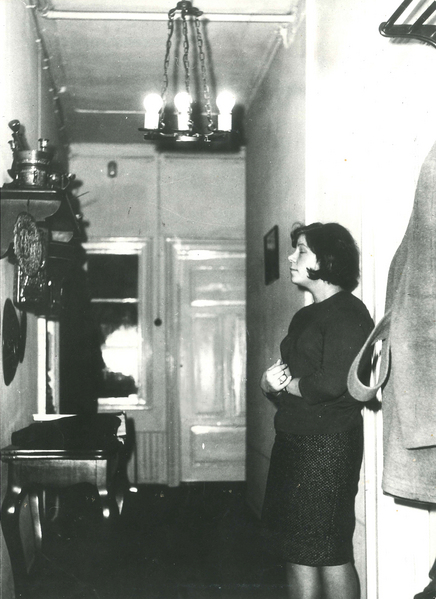
Annemarie Schaberl en Rosenheim en 1967.

El poltergeist de Rosenheim es el nombre dado a un polémico episodio de actividad poltergeist ocurrido en Rosenheim, en el sur de Baviera (Alemania), a finales de la década de 1960, y recogido por el parapsicólogo alemán Hans Bender. Bender alegó que los disturbios eléctricos y físicos en la oficina del abogado Sigmund Adam fueron causados por los poderes telequinéticos de la secretaria Annemarie Schaberl, de 19 años. La investigación de Bender fue seriamente criticada por omitir detalles clave y evitar explicaciones naturalistas.

## Investigación original de Bender
Según Bender, en el otoño de 1967 se le pidió que investigara los disturbios en las oficinas legales del abogado Sigmund Adam que, según los informes, solo ocurrían los fines de semana. Se afirmó que los artefactos de iluminación (principalmente bombillas y lámparas) explotaban, se balanceaban hacia delante y atrás, se movían los muebles pesados de la oficina y se filtraba el líquido de la fotocopiadora de la oficina. El personal de la oficina negó haber realizado una gran cantidad de llamadas salientes a un servicio de hora correcta que fueron cargadas a la cuenta de la compañía telefónica de la firma. La compañía eléctrica reportó evidencia de mal funcionamiento debido a sobretensiones sustanciales en el sistema de energía, y Bender alegó que los físicos Friedbert Karger y Gerhard Zicha realizaron pruebas no especificadas, informando que "alguna forma desconocida de energía está funcionando".
Continuada la investigación, Bender apuntó que en un momento dado, uno de los archivadores de la oficina, de grandes dimensiones, fue empujado por el piso por una fuerza invisible, y que uno de los cuadros enmarcados en la pared llegó a ser capturado por una grabadora "girando alrededor de su gancho". Bender hablaba entonces de una presencia poltergeist, y creía que la infelicidad emocional, los problemas y la alta excitabilidad de Annemarie Schaberl, la joven secretaria de la empresa, se había "convertido en psicoquinesia". Dijo que Schaberl le expresó que estaba frustrada con su trabajo y angustiada por un compromiso matrimonial roto. Según Bender, la supuesta actividad poltergeist cesó cuando Schaberl dejó el bufete de abogados y se casó.

## Críticas a la investigación de Bender
El enfoque de Bender fue criticado por no llevarse a cabo siguiendo el método científico. En abril de 1970, un artículo del semanario alemán Die Zeit informó que los autores Albin Neumann, Herbert Schiff y Gert Gunther Kramer sugirieron en su libro Falsche Geister, echte Schwindler? ("¿Espíritus falsos, estafadores reales?") que las afirmaciones de disturbios inexplicables hechas inicialmente por Adam eran fraudulentas. Los autores visitaron las oficinas de Adam y descubrieron detrás de un armario un bastón de goma con el que se pudieron generar los golpes en la pared, algo que confirmó una secretaria y que fue desestimado por el propio Adam alegando que lo tenía para casos de legítima defensa. También se encontraron hilos de nailon adheridos a diversos accesorios de la misma, como luces del techo y placas de pared que, cuando se tiraban, hacían que los accesorios se movieran, y concluyeron que "el público había sido engañado con trucos". Los electrofenómenos podrían haber sido causados por una máquina de rayos X en la misma casa en ese momento o por cortocircuitos causados intencionalmente. Las bombillas calientes podrían haber estallado ruidosamente al salpicarlas con ciertos líquidos. Adam supuestamente presentó una orden judicial para detener la publicación del libro, que no fue concedida, y se programaron más audiencias en el Tribunal de Distrito de Traunstein.
El periodista y escéptico holandés Piet Hein Hoebens también criticó las afirmaciones de Bender, diciendo que "nunca se ha publicado un informe completo de las investigaciones, por lo que no estamos en condiciones de verificar hasta qué punto los parapsicólogos han tenido éxito en excluir a los naturalistas explicaciones". Hoebens escribió que los relatos de Bender sobre su investigación muestran que fuera posible que no se realizara un examen lo suficientemente riguroso de la evidencia, haciendo "altamente cuestionable" toda la veracidad del caso.
El físico John Taylor escribió que era probable que las mediciones mostradas por el registrador gráfico utilizado para registrar la salida del medidor de corriente eléctrica en las oficinas fueran producidas de manera fraudulenta y la explicación del supuesto fenómeno poltergeist fuese una mezcla de "expectativa, alucinación y astucia".